# Língua mehri
A língua mehri (مهريّت  [mɛhri]) é a mais falada das seis línguas denominadas "línguas árabes do sul modernas", um grupo de línguas semíticas que sofre com sério risco de extinção, tal grupo é um ramo da família semítica, que pertence a família afro-asiática. É falada pelo povo mehri em zonas isolados do leste do Iêmen (sobretudo na província  de Al Mahra), no oeste de Omã e em regiões ao sul da Arábia Saudita. É sobretudo um língua falada, com pouca literatura e quase inexistetnte alfabetização na forma escrita entre os falantes nativos. Os mehris não têm status oficial, nem em Omã nem no Iêmen. O árabe é a língua utilizada para relações oficiais e como língua franca entre os falantes nativos árabes e mehris ou entre os nativos mehris e falantes nativos de outra língua árabe do sul moderna, suficientemente diferentes para evitar compreensão.
Segundo a autora Janet C. E. Watson, o número de falantes de mehri é particularmente difícil de estimar por dois principais motivos, o primeiro é que a língua é falada em 3 regiões distintas, e o outro é que o número de falantes não é o igual ao de membros das tribos mehris, já que muitos mehris, especialmente no Iêmen, não falam mais a língua. Estimativas apontam números entre 100.000 e 180.000 de falantes.

## Etimologia
O nome mehri tem origem persa, significando algo como amável, educado.[carece de fontes?]

## Distribuição
O mehri é falado principalmente em duas regiões, no Iêmen e em Omã, e por conta disso desenvolveu dois dialetos distintos. O dialeto iemenita, também chamado de mehri sulista, é denominado originalmente chamado de Mahriyōt, já a parte falada em Omã é originalmente chamada de mehreyyet (MO), mas também é conhecida por mehri dhofari e mehri nagd. O mehri do Iêmen, pode ainda ser divido em dois dialetos: o mehriyet (MET) e o mehriyot (MOT), este falado mais próximo a Omã e aquele falado em uma região mais ocidental. Algumas características são comuns a dois grupos dialetais, enquanto outras são tão características de um grupo que pode ser usado como fronteira entre os dialetos. Todas as partes da língua são afetadas por essas alterações dialetais: fonologia e fonética, morfologia, sintaxe e vocabulário, abaixo está um quadro com as principais diferenças:
|                         | MO | MOT | MET | MET-B |
| ----------------------- | -- | --- | --- | ----- |
| ʕ                       | -  | +/- | -   | +     |
| Fricativas dentais      | +  | +/- | -   | +     |
| ṣ́ ~ [ź ̣ ]               | +  | +/- | +   | +/-   |
| Condicionais            | +  | -   | -   | -     |
| Artigo definido         | +  | -   | -   | -     |
| Negação com (ə)l-... lá | +  | +/- | -   | -     |

## Fonologia

### Vogais
Tabela de vogais:
| Anterior    | Central | Posterior |    |
| ----------- | ------- | --------- | -- |
| Fechada     | i:      |           | u: |
| Semifechada | e:      |           | o: |
| Média       | ɛ :     | ə         |    |
| Aberta      |         | a :       |    |

### Consoantes
Tabela de consoantes::
| Ponto de articulação → | Labial   | Labial      | Coronal | Coronal  | Coronal          | Coronal    | Dorsal | Dorsal |          | Glotal |
| Ponto de articulação → | Bilabial | Labiodental | Dental  | Alveolar | Palato- alveolar | Retroflexa | Velar  | Uvular | Faringal | Glotal |
| Modo de articulação ↓  | Bilabial | Labiodental | Dental  | Alveolar | Palato- alveolar | Retroflexa | Velar  | Uvular | Faringal | Glotal |
| Nasal                  | m        |             |         | n        |                  |            |        |        |          |        |
| Oclusiva               | b        |             | t̪ d̪     | t d      | t d              | ʈ ɖ        | k ɡ    |        |          | ʔ      |
| Oclusiva glotálicas    |          |             | tˁ~tʼ   |          |                  |            | kʼ     |        |          |        |
| Fricativa              |          | f v         | θ ð     | s z      | ʃ ʒ              | ʂ ʐ        | x ɣ    | χ ʁ    | ħ ʕ      | h      |
| Fricativas glotálicas  |          |             | θ̬ˁ~θʼ   | s̬ˁ~sʼ    | ʃ̬ˁ~ʃʼ            |            |        |        |          |        |
| Fricativas laterais    |          |             |         | ɬ̬ˁ~ɬ̠ʼ    |                  |            |        |        |          |        |
| Africada               |          |             |         |          | t͡ʃ               |            |        |        |          |        |

## Ortografia
Na língua mehri, existem duas formas principais para escrever a língua: usando o abjad árabe padrão ou usando um modificado que contém letras adicionais para representar sons exclusivos do mehri. A abordagem mais comum é usando o abjad árabe não modificado. Entretanto, as deficiências do alfabeto árabe padrão com relação às línguas árabes do sul modernas padrão resultam nesta abordagem representando múltiplos fonemas com as mesmas letras.
A modificação do árabe possui algumas variações, porém nenhuma delas é padronizada. A Universidade de Leeds, propôs um conjunto de letras adicionais após documentar o uso das letras mais usadas em situações como mensagens de textos e e-mails, tal conjunto propõe adaptar o árabe para ser um sistema de escrita eficaz para as línguas árabes do sul modernas. Essas duas propostas e o abjad árabe original, se encontram listadas abaixo junto de suas transliterações e pronúncias.
| Letra | Padrão  | Nome   | SAMPA | Transliteração Br |
| ----- | ------- | ------ | ----- | ----------------- |
| ا     | âlef    | âlif   | a     | ā                 |
| ب     | bâ      | ba:?   | b     | b                 |
| ت     | tâ      | ta:?   | t     | t                 |
| ث     | thâ     | Ta:?   | T     | ṯ                 |
| ج     | jîm     | dZi:m  | dZ    | j                 |
| ح     | h.â     | X\a:?  | X\    | ḥ                 |
| خ     | khaa    | xa:?   | x     | ḫ                 |
| د     | dâl     | da:l   | d     | d                 |
| ذ     | thâl    | Da:l   | D     | ḏ                 |
| ر     | r'aa    | ra:?   | r     | r                 |
| ز     | zai     | za:j   | z     | z                 |
| س     | si'n    | si:n   | s     | s                 |
| ش     | shîn    | Si:n   | S     | x                 |
| ص     | s'aad   | s_ea:d | s_e   | ṣ                 |
| ض     | d'aad   | d_ea:d | d_e   | ḍ                 |
| ط     | t'â     | t_ea:? | t_e   | ṭ                 |
| ظ     | D'â     | D_ea:? | D_e   | đ                 |
| ع     | 'ayn    | ?\ajn  | ?\    | ᶜ                 |
| غ     | ghaîn   | Gajn   | G     | ġ                 |
| ف     | faa     | fa:?   | f     | f                 |
| ق     | qâf     | qa:f   | q     | q                 |
| ك     | kâf     | ka:f   | k     | k                 |
| ل     | lâm     | la:m   | l     | l                 |
| م     | mîm     | mi:m   | m     | m                 |
| ن     | nuun    | nu:n   | n     | n                 |
| ه     | hâ      | ha:?   | h     | h                 |
| و     | waau    | wa:w   | w     | ū/w               |
| ي     | yâ      | ia:?   | i     | ī/y               |
| ء     | (hamza) | hamza  | ?¹    | ’                 |

1. o hamza ocorre normalmente como um pequeno acento sobre ا, و, ou ى. Há ainda duas variantes, cada uma usada em contextos espaciais: ٱ , آ.

| Romanização | IPA     | Letras Usadas | Letras propostas pela Leeds |
| ----------- | ------- | ------------- | --------------------------- |
| ś           | ɬ       | ث             | پ                           |
| ṣ̌           | ʃˤ      | ض             | ڞ                           |
| ṯ̣ / ḏ̣       | θ̬ˤ \|θʼ | ظ             | ڟ                           |
| ź           | ɬ̬ˤ~ɬ̠ʼ~ʒ | ذ             | چ/ ڌ‎                        |
| ḳ           | kʼ      | ق             | ق                           |
| ē / ɛ̄       | ɛ       | ي             | ي                           |

## Gramática

### Pronomes
Pronomes pessoais
Assim como em diversas áreas da língua, os pronomes também sofre alteração dialetal, abaixo os pronomes pessoais se encontram listados por dialeto:
|     | Singular | Dual | Plural |
| --- | -------- | ---- | ------ |
| 1°  | hōh      | kīh  | nḥah   |
| 2°m | hēt      | tīh  | tām    |
| 2°f | hīt      | tīh  | tān    |
| 3°m | hēh      | hīh  | hām    |
| 3°f | sēh      | hīh  | sān    |

|     | Singular | Dual | Plural |
| --- | -------- | ---- | ------ |
| 1°  | hōh      | akay | nḥah   |
| 2°m | hēt      | atay | atēm   |
| 2°f | hēt      | atay | atēn   |
| 3°m | hēh      | hay  | hēm    |
| 3°f | sēh      | hay  | sēn    |

Pronomes demonstrativos
Os pronomes demonstrativos em mehri, possuem variação dialetal e além disso são modificados de acordo com 3 variáveis: número, gênero e distância, confira abaixo:
|          |           | Singular            | Plural           |  |
| -------- | --------- | ------------------- | ---------------- |  |
| Próximo  | Masculino | ḏā ~ ḏēh ~ ḏōm(ah)  | lyēh ~ lyōm(ah)  |  |
| Próximo  | Feminino  | ḏīh ~ ḏīm(ah)       | lyēh ~ lyōm(ah)  |  |
| Distante | Masculino | ḏēk ~ ḏakm ~ ḏahmah | lyēk ~ lyakm(ah) |  |
| Distante | Feminino  | ḏīk ~ ḏikm ~ ḏihmah | lyēk ~ lyakm(ah) |  |

|          |           | Singular           | Plural         |  |
| -------- | --------- | ------------------ | -------------- |  |
| Próximo  | Masculino | ḏah ~ ḏōmah        | lyōmah         |  |
| Próximo  | Feminino  | ḏīh ~ ḏīmah        | lyōmah         |  |
| Distante | Masculino | ḏēk ~ ḏīk ~ ḏakmah | lyakmah ~ lyēk |  |
| Distante | Feminino  | ḏayk ~ ḏikmah      | lyakmah ~ lyēk |  |

Pronomes possessivos
Os pronomes possessivos em mehri aparecem de maneira sufixal aos substantivos. Eles dependem do gênero e do número do substantivos e possuem leve variação dialetal, onde no mehreyyet é posto um (a) no começo do sufixo. A tabela abaixo mostra os sufixos:
|     | Singular      | Dual   | Plural  |
| --- | ------------- | ------ | ------- |
| 1°  | -(a)k         | -(a)kī | -an     |
| 2°m | -(a)k         | -(a)kī | -(a)kam |
| 2°f | -(a)š ~ -(i)š | -(a)kī | -(a)kan |
| 3°m | -(a)h ~ ha    | -(a)hī | -(a)ham |
| 3°f | -(a)s         | -(a)hī | -(a)san |

### Verbos
Os verbos em mehri são formados por sistemas de consoante alternadas. A maioria dos verbos possui 3 consoantes como raiz, porém há exceções que possuem 4 ou até mesmo 5 consoantes como raiz. Para os verbos com 3 consoantes, há uma forma base e 4 formas derivadas, já nos de 4 ou 5 consoantes há apenas uma forma base e uma derivada. Essas formas derivadas sobrepõem sobre o verbo um significo adicional a forma básica.
| Formas verbais ↓ | TIPO A                     | TIPO B          |
| ---------------- | -------------------------- | --------------- |
| Forma basíca     | CCōC (CCūC)                | CīCaC           |
| Forma-L          | CōCaC ~ aCCōCaC ((a)CōCaC) |                 |
| Forma-H          | haCCūC                     |                 |
| Forma-T          | CatCaC                     | aCtaCōC         |
| Forma-Š          | šaCCūC                     | šCāCaC (šCēCaC) |

| Formas verbais ↓ | TIPO A              | TIPO B   |
| ---------------- | ------------------- | -------- |
| Forma básica     | aCaCCūC ((a)CaCCūC) | CCīCūC   |
| Forma-N          | anCaCCūC            | naCCīCūC |

| Formas verbais ↓ | TIPO A    | TIPO B   |
| ---------------- | --------- | -------- |
| Forma básica     | CCaCCūC   | CaCCīCūC |
| Forma-N          | naCCaCCūC |          |

Aspectos
No mehri existem dois aspectos verbais: os chamados "perfeitos", os quais representam ações já concluídas, assim normalmente é usado para dar a ideia de tempo passado, e os chamados "imperfeitos" usados para demonstrar ações ou estados ainda não concluídas. O aspecto perfeito é colocado por meio de pronomes sufixados na última vogal; já o imperfeito altera prefixos indicativos de pessoa e gênero e sufixos de número, como tais mudanças ocorrem dependendo do modo verbal, as listaremos mais para frente.
|     | Singular        | Dual   | Plural  |
| --- | --------------- | ------ | ------- |
| 1°  | -(a)k           | -(a)kī | -an     |
| 2°m | -(a)k           | -(a)kī | -(a)kam |
| 2°f | -(a)š           | -(a)kī | -(a)kan |
| 3°m | -0              | -ōh    | am/     |
| 3°f | -ōt ~ -ēt ~ -āt | -ōh    | -0      |

|     | Singular        | Dual   | Plural  |
| --- | --------------- | ------ | ------- |
| 1°  | -(a)k           | -(a)kī | -an     |
| 2°m | -(a)k           | -(a)kī | -(a)kam |
| 2°f | -(a)š ~ -(i)š   | -(a)kī | -(a)kan |
| 3°m | -0              | -ōh    | am/     |
| 3°f | -ōt ~ -ēt ~ -āt | -tōh   | -0      |

Exemplos de uso:
nūkaʕ > nukʕ-ak ‘"Eu/Você m.s veio"
fīṭan > fiṭn-ak "Eu/Você m.s. ligou novamente’
šnāsam (šnēsam) > šnasm-akam ‘Você m.pl. suspirou’

Modos
Os modos em mehri só estão presentes dentro do aspecto imperfeito e não são uniformes dentre os dialetos. No mahriyōt, dois estão presentes: o indicativo e  subjuntivo, e no mehreyyet temos três modos: o indicativo, subjuntivo e condicional. A forma base do imperfeito difere em todos os modos da maioria de suas formas perfeitas.
Indicativo
O indicativo refere-se a eventos ou estados que ocorrem no presente, passado ou futuro, onde há certeza dos acontecimentos. Com o prefixo ḏ-_a o verbo apresenta aspecto de continuidade, similar ao gerúndio no português, como em: ḏ-_asyūr 'Eu estou indo'. Os afixos do indicativo mudam conforme a forma do verbo, nesse caso os verbos de forma L,S e T recebem uma sufixação nasal em todas as pessoas.
|     | Singular  | Dual        | Plural    |
| --- | --------- | ----------- | --------- |
| 1°  | a-        | (n)a-...-ōh | na-       |
| 2°m | ta-       | ta-...-ōh   | ta-...-am |
| 2°f | ta-...-ī/ | ta-...-ōh   | ta-...-an |
| 3°m | ya-       | ya-...-ōh   | ya-...-am |
| 3°f | ta-       | ya-...-ōh   | ta-...-an |

|     | Singular  | Dual        | Plural    |
| --- | --------- | ----------- | --------- |
| 1°  | a-        | (n)a-...-ōh | na-       |
| 2°m | ta-       | ta-...-ōh   | ta-...-am |
| 2°f | ta-...-ī/ | ta-...-ōh   | ta-...-an |
| 3°m | ya-       | ya-...-ōh   | ya-...-am |
| 3°f | ta-       | ta-...-ōh   | ta-...-an |

|     | Singular   | Dual        | Plural    |
| --- | ---------- | ----------- | --------- |
| 1°  | a- ...-an  | (n)a-...-ōh | na-       |
| 2°m | ta- ...-an | ta-...-ōh   | ta-...-am |
| 2°f | ta-...-an  | ta-...-ōh   | ta-...-an |
| 3°m | ya-...-an  | ya-...-ōh   | ya-...-am |
| 3°f | ta-...-an  | ya-...-ōh   | ta-...-an |

|     | Singular  | Dual          | Plural    |
| --- | --------- | ------------- | --------- |
| 1°  | a-...-an  | (n)a-...-áyan | na-       |
| 2°m | ta-...-an | ta-...-áyan   | ta-...-am |
| 2°f | ta-...-an | ta-...-áyan   | ta-...-an |
| 3°m | ya-...-an | ya-...-áyan   | ya-...-am |
| 3°f | ta-...-an | ta-...-áyan   | ta-...-an |

Subjuntivo
O subjuntivo é usado em cláusulas complementares e cláusulas suplementares após verbos ou partículas indicando falta de certeza, ou seja, possibilidade, probabilidade, obrigação, sugestão ou propósito. O conjunto de afixos para o subjuntivo difere do conjunto de afixos para
o indicativo nas seguintes questões: A primeira pessoa singular e as formas duais tomam um prefixo l- em ambos dialetos, o sufixo -an é ausente em todos os verbos e os verbos duais em mehreyyet são marcados com o final -ah, ao invés de -ōh or -áyan. Além dessas diferenças, o subjuntivo apresenta algumas alterações na forma, abaixo se encontram dois verbos, cada um conjugado em cada dialeto para comparação.
| Pessoa/numero | Indicativo   | Subjuntivo |
| ------------- | ------------ | ---------- |
| 1° singular   | a-sōbaṭ      | la-sbāṭ    |
| 1° dual       | (n)a-sabṭ-ōh | l-sabṭ-ōh  |
| 1° plural     | n-sōbaṭ      | na-sbāṭ    |
| 2°m singular  | t-sōbaṭ      | ta-sbāṭ    |
| 2°f singular  | t-sībaṭ      | ta-sbīṭ    |
| 2° dual       | t-sabṭ-ōh    | t-sabṭ-ōh  |
| 2°m plural    | t-sabṭ-am    | ta-sbāṭ-am |
| 2°f plural    | t-sabṭ-an    | ta-sbāṭ-an |
| 3°m singular  | y-sōbaṭ      | y-sabṭ-am  |
| 3°f singular  | t-sōbaṭ      | ta-sbāṭ    |
| 3° dual       | y-sabṭ-ōh    | y-sabṭ-ōh  |
| 3°m plural    | y-sabṭ-am    | yi-sbāṭ-am |
| 3°f plural    | t-sabṭ-an    | ta-sbāṭ-an |

| Pessoa/numero | Indicativo  | Subjuntivo        |
| ------------- | ----------- | ----------------- |
| 1° singular   | a-kkayl     | l-hīkal           |
| 1° dual       | a-kkaly-ōh  | l-hakaly-ah       |
| 1° plural     | na-kkayl    | n-hīkal           |
| 2°m singular  | ta-hkkayl   | t-hīkal           |
| 2°f singular  | ta-kkayl    | t-hīkal ~ t-hiklī |
| 2° dual       | ta-kkaly-ōh | t-hakaly-ah       |
| 2°m plural    | ta-kkaly-am | t-hakl-am         |
| 2°f plural    | ta-kkaly-an | t-hakl-an         |
| 3°m singular  | ya-kkayl    | y-hīkal           |
| 3°f singular  | ta-kkayl    | t-hīkal           |
| 3° dual       | ya-kkaly-ōh | y-hakaly-ah       |
| 3°m plural    | ya-kkalyam  | y-hakl-am         |
| 3°f plural    | ta-kkaly-an | t-hakl-an         |

Condicional
Uma das maiores diferenças entre os dialetos se encontra na existência do aspecto condicional do verbo, ela é presente no mehreyyet mas não no mehri iemenita. Em termos morfológicos a condicional toma a forma do subjuntivo mais o sufixo -an. Isso inclui também o sufixo  -áyan para as formas duais.
Tempo
No mehri, a expressão do tempo nos verbos não é feita de maneira direta dentro dos verbos e sim por palavras dentro da sentença que indicam o momento sobre o qual se refere. A relação entre tempo e aspecto é complicada, visto que como o aspecto perfeito se refere a eventos ou estados já concluídos, ele é utilizado para indicar passado na grade maioria dos contextos. O modo perfeito de verbos de estado normalmente indica que continua dentro do momento da fala.
A única exceção dessa questão é o futuro particípio, que muda a forma do verbo para indicar o tempo. As mudanças morfológicas  presentes são: a forma do verbo assume o sistema CaCC, que é sufixado com -ona no masculino singular, -īta no feminino singular e -ūtan no plural feminino em ambos os dialetos. Já o plural masculino difere nos dialetos da seguinte maneira: No mahriyōt põe-se o sufixo -ēya, já no mehreyyet o verbo assume um sistema de CaCyēCa.
Vozes
O sistema de verbos possui dois tipos de vozes: ativa e passiva. Para indicar a voz passiva, o verbo muda sua forma, no mahriyōt assume a forma de CīCēC e no mehreyyet a primeira vogal deixa de ser longa e toma a forma de: CiCēC.  Tal sistema varia a sua última vogal para ā se a segunda consoante for gutural.

### Sentenças
As frases em mehri podem obedecer duas ordens dependendo do contexto em que são utilizadas, uma é a Sujeito-Verbo-Objeto e a outra é a Verbo-Objeto-Sujeito. A primeira é comumente utilizada no começo de narrativas, para apresentar sobre o que se fala, já a segunda é usada quando o tema já foi estabelecido por alguma sentença anterior ou em sentenças de cumprimentos.

## Vocabulário
Abaixo se encontra uma lista com os numerais até 10 na língua mehri.
|   | Masculino      | Feminino |
| - | -------------- | -------- |
| 1 | t’aːt’ / t’aːd | t’ajt    |
| 2 | θroːh          | θrajt    |
| 3 | ɬaːθajt        | ɬhǝliːθ  |
| 4 | ǝrboːt         | arba     |
| 5 | xǝmːoːh        | xajmǝh   |
| 6 | jǝtiːt         | hǝtː     |
| 7 | jǝbajt         | hoːba    |
| 8 | θǝmǝniːt       | θǝmoːni  |
| 9 | sajt / sǝʕajt  | sɛː      |